# Tiruvanmiyur

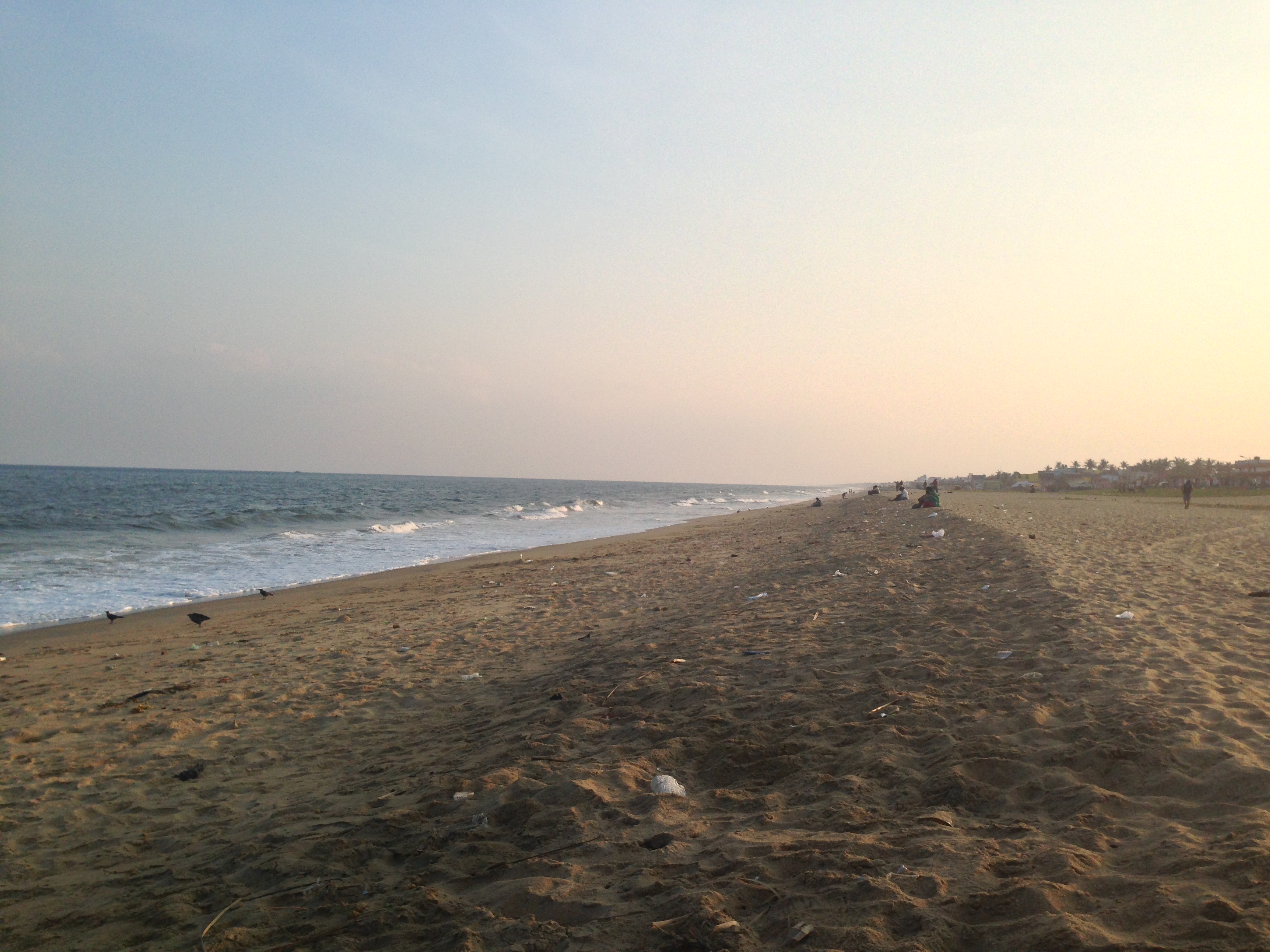
Tiruvanmiyur Strand

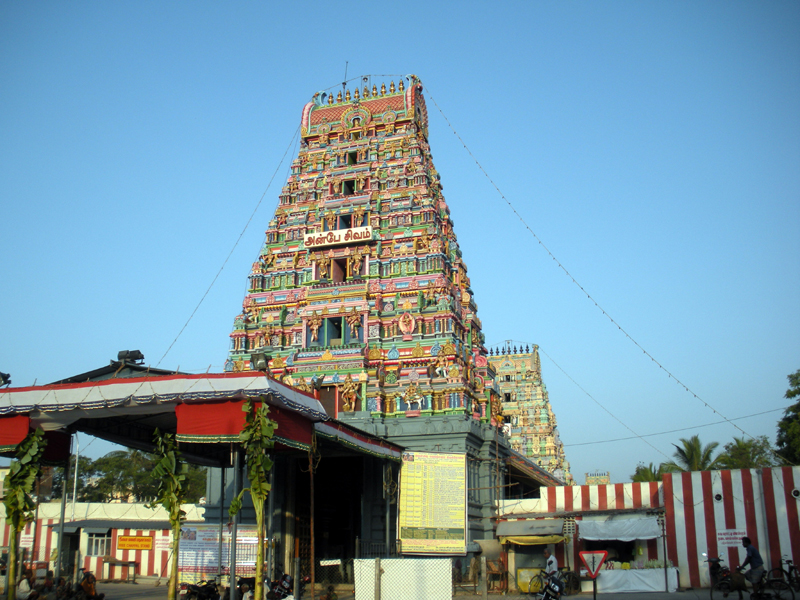
Der Marundeeswarar-Tempel in Tiruvanmiyur

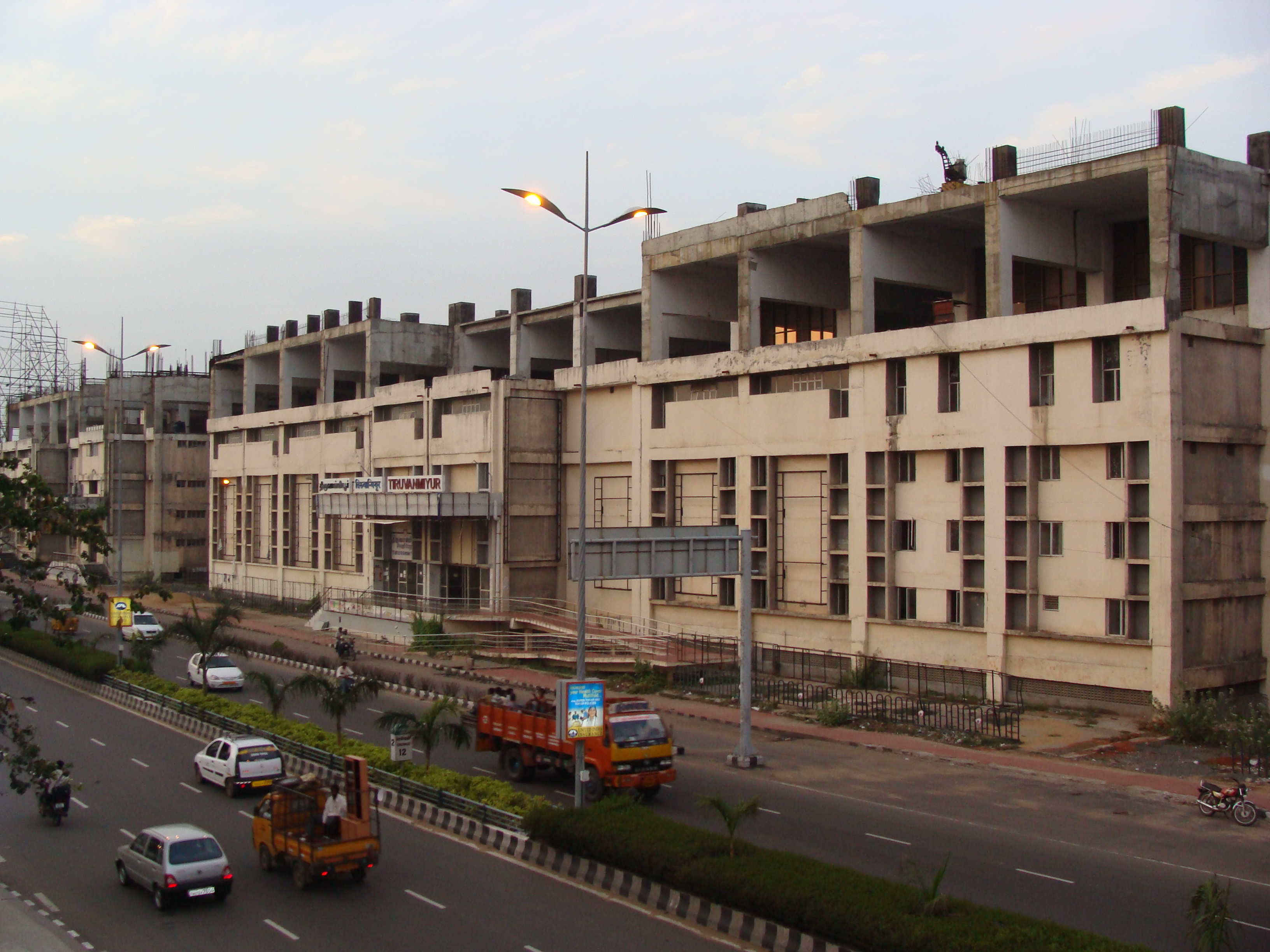
MRTS-Station Tiruvanmiyur

Tiruvanmiyur (Tamil: திருவான்மியூர் Tiruvāṉmiyūr [ˈt̪iɾɯˌʋaːnmijuːr], auch Thiruvanmiyur) ist ein Stadtteil von Chennai (Madras), der Hauptstadt des indischen Bundesstaates Tamil Nadu.
Tiruvanmiyur liegt im Süden Chennais rund 12 Kilometer südlich des Stadtzentrums. Verwaltungsmäßig gehört Tiruvanmiyur zur Zone Adyar. Die Grenzen des Stadtteils sind nicht genau definiert, Tiruvanmiyur lässt sich aber gegen Besant Nagar und Adyar im Norden und Kottivakkam im Süden abgrenzen. Im Westen bildet der Buckingham Canal die Grenze zum Stadtteil Tharamani, im Osten liegt die Küste des Golfs von Bengalen.
Die Geschichte Tiruvanmiyurs reicht weiter zurück als die Chennais, das erst im 17. Jahrhundert als britische Kolonie gegründet wurde. Der Stadtteil beherbergt einen bedeutenden alten Hindu-Tempel, den Marundeeswarar-Tempel, der dem Gott Shiva geweiht ist. Das Heiligtum wurde bereits im 7./8. Jahrhundert in den Tevaram-Hymnen der Dichterheiligen Appar und Sundarar besungen. Damit gehört Tiruvanmiyur zu den 274 heiligen Orten des tamilischen Shivaismus (Padal Petra Sthalams). In seiner heutigen Form geht der Tempel auf das 11. Jahrhundert zurück. Der Legende nach soll hier der Seher Valmiki, der mythische Autor des Ramayana, Shiva verehrt haben. Von Valmiki soll sich auch der Name Tiruvanmiyur herleiten, der ursprünglich Tiruvalmikiyur, „heiliger (tiru) Ort (ur) des Valmiki“, gelautet habe.
Tiruvanmiyur ist Ausgangspunkt der East Coast Road (ECR), die parallel zur Küste über Mamallapuram und Puducherry nach Cuddalore führt. Der Stadtteil ist über die Station Tiruvanmiyur der Hochbahn Chennai Mass Rapid Transit System mit dem Stadtzentrum verbunden. In Tiruvanmiyur befindet sich der Campus der Kalakshetra Foundation, die für ihre künstlerische Ausbildung besonders im klassischen südindischen Tanzstil Bharata Natyam bekannt ist.